# Charles Voysey

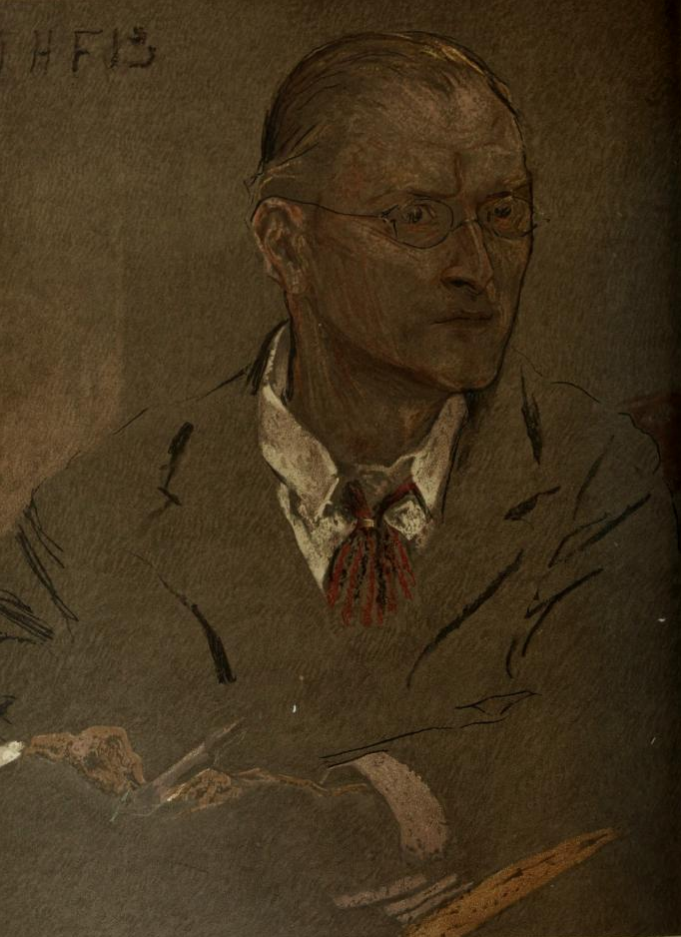
Charles Francis Annesley Voysey, nach John Henry Frederick Bacon, gedruckt in… The Studio, Bd. 24, Ausgabe 102

Charles Francis Annesley Voysey (* 28. Mai 1857 in Hessle, East Yorkshire; † 12. Februar 1941 in Winchester) war ein britischer Architekt, Designer und bedeutender Vertreter der Arts-and-Crafts-Bewegung. Er gilt als eine zentrale Figur der englischen Reformarchitektur um 1900 und war bekannt für seine individuell gestalteten Wohnhäuser sowie für seine vielseitige Tätigkeit als Entwerfer von Möbeln, Tapeten, Stoffen, Beschlägen und grafischen Arbeiten.

## Leben

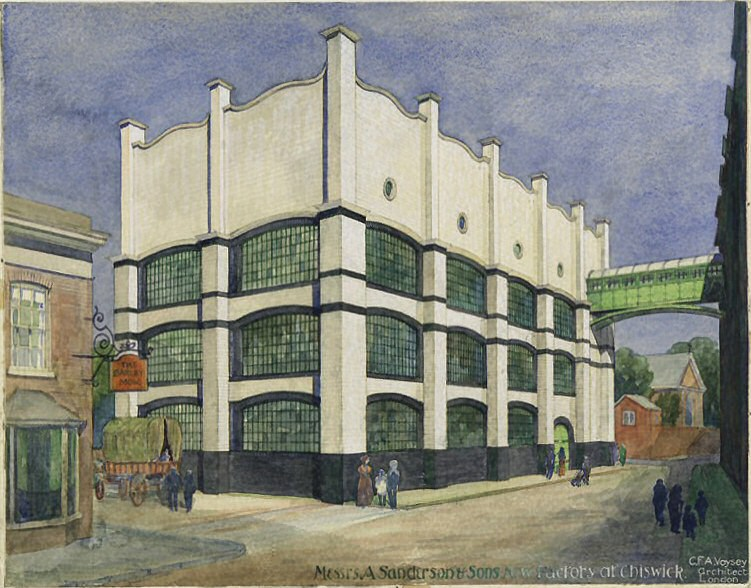
Voysey House Sandersons, Gebäudeentwurf von C. F. A. Voysey 1902

Charles Francis Annesley Voysey wurde als Sohn des anglikanischen Geistlichen Charles Voysey geboren, der wegen seiner theistischen und bibelkritischen Ansichten als Ketzer verurteilt und aus der Kirche ausgeschlossen wurde. Der Vater gründete daraufhin eine eigene theistische Kirche, die bis zu seinem Tod 1912 bestand. Die religiöse Unabhängigkeit des Vaters prägte auch den jungen Voysey. Nach anfänglichem Privatunterricht besuchte Voysey das Dulwich College, wo ihm jedoch kein schulischer Erfolg beschieden war.
1874 begann er eine Ausbildung zum Architekten bei J. P. Seddon. Danach arbeitete er bei Henry Saxon Snell und später bei dem Landhausarchitekten George Devey, der ebenfalls ein Anhänger der Theistischen Kirche war. Im Jahr 1881 eröffnete Voysey sein eigenes Architekturbüro. Auf Anregung von A. H. Mackmurdo begann er auch, Tapeten und Textilien zu entwerfen, und erzielte damit erste Erfolge. Der architektonische Durchbruch gelang ihm 1891 mit dem Bau des Turmhauses in der South Parade 14 in Bedford Park. Charles Voysey lehnte historisierende Stile ab und entwickelte eine klare, funktionale Formensprache, die sich an der ländlichen Bauweise Englands (Vernakular Architecture) orientierte, aber unverkennbar seine Handschrift trägt. Seine Bauten zeichnen sich durch Schlichtheit, harmonische Proportionen, weiß verputzte Fassaden und zurückhaltende Ornamentik aus.
Charles Voysey war auch publizistisch tätig. Unter anderem veröffentlichte er 1915 seine Gedanken über Architektur und individuellen Ausdruck unter dem Titel Individuality. Seine Arbeiten wurden in renommierten Zeitschriften wie The Studio in Großbritannien und Dekorative Kunst in Deutschland vorgestellt und trugen zu seiner internationalen Bekanntheit bei.

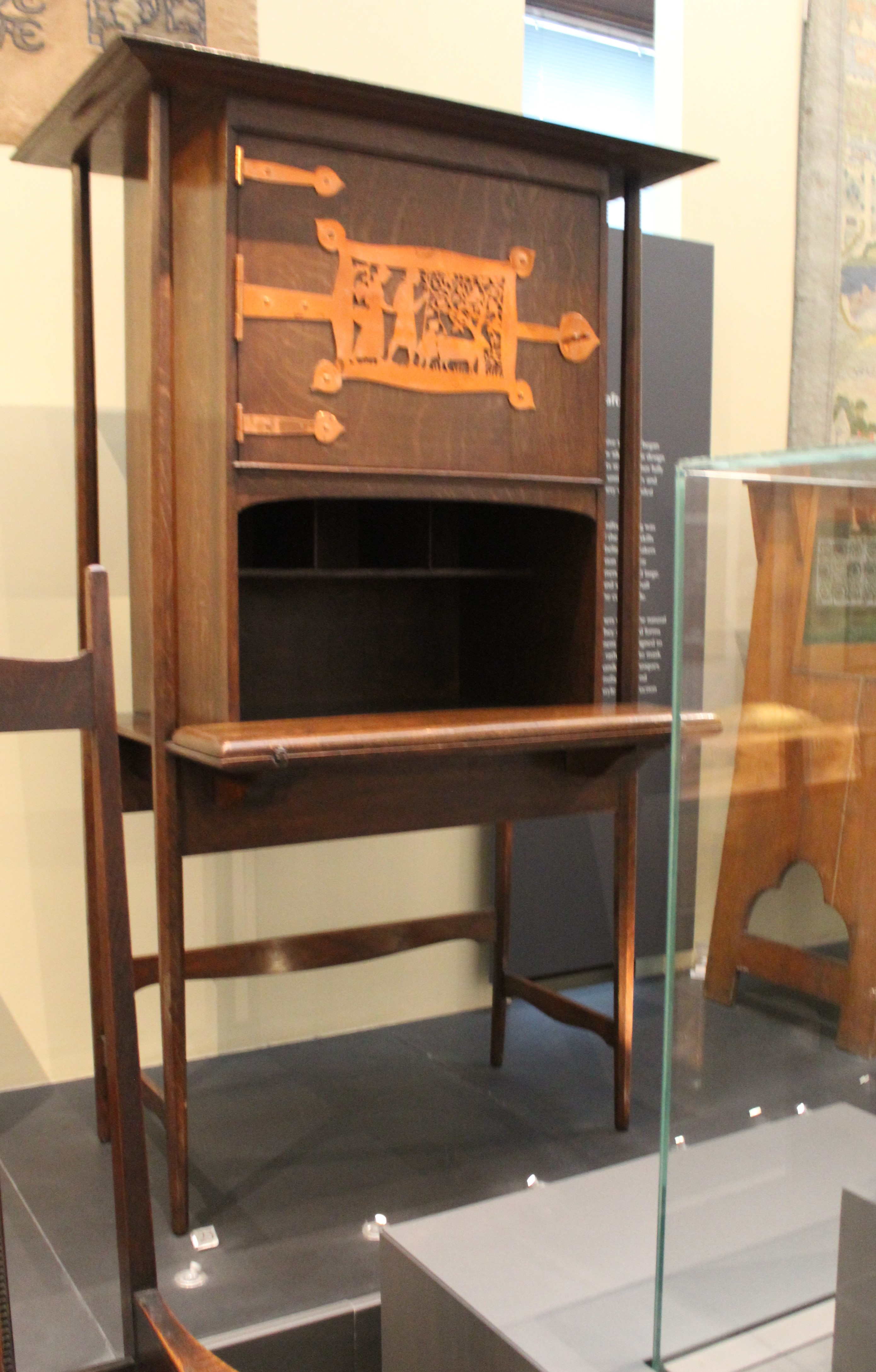
Schreibtisch im Stil des Arts and Crafts Movement von C.F.A Voysey, 1896, aus Eiche mit Messingplatte und Kupferscharnieren. Victoria and Albert Museum, London

Im Jahr 1900 baute er für sich und seine Familie das Haus The Orchard in Chorleywood. In den folgenden zwei Jahrzehnten zählte Voysey zu den gefragtesten Architekten des wohlhabenden und fortschrittlichen Bürgertums in England. Insgesamt entwarf er rund fünfzig größere Wohnhäuser. Nach dem Ersten Weltkrieg ging die Zahl seiner Aufträge jedoch stark zurück. Gründe dafür waren der veränderte Architekturgeschmack und Voyseys kompromisslose Haltung. Er konzentrierte sich fortan auf Möbelentwürfe, Tapeten und Wettbewerbe.
Charles Voysey wurde erst spät offiziell geehrt: 1931 fand eine Ausstellung seiner Arbeiten statt, 1936 erhielt er die Auszeichnung „Designer for Industry“ der Royal Society of Arts und 1940 die Royal Gold Medal des Royal Institute of British Architects. Charles Francis Annesley Voysey war mit Mary Maria Evans verheiratet und hatte mit ihr einen Sohn, Charles Cowles-Voysey, der ebenfalls Architekt wurde. Voysey lebte zuletzt in London, wo er 1917 eine kleine Wohnung in der St. James’s Street bezog. Aufgrund gesundheitlicher Probleme verbrachte er seine letzten Monate in einem Pflegeheim in Winchester, wo er 1941 starb.

## Werk

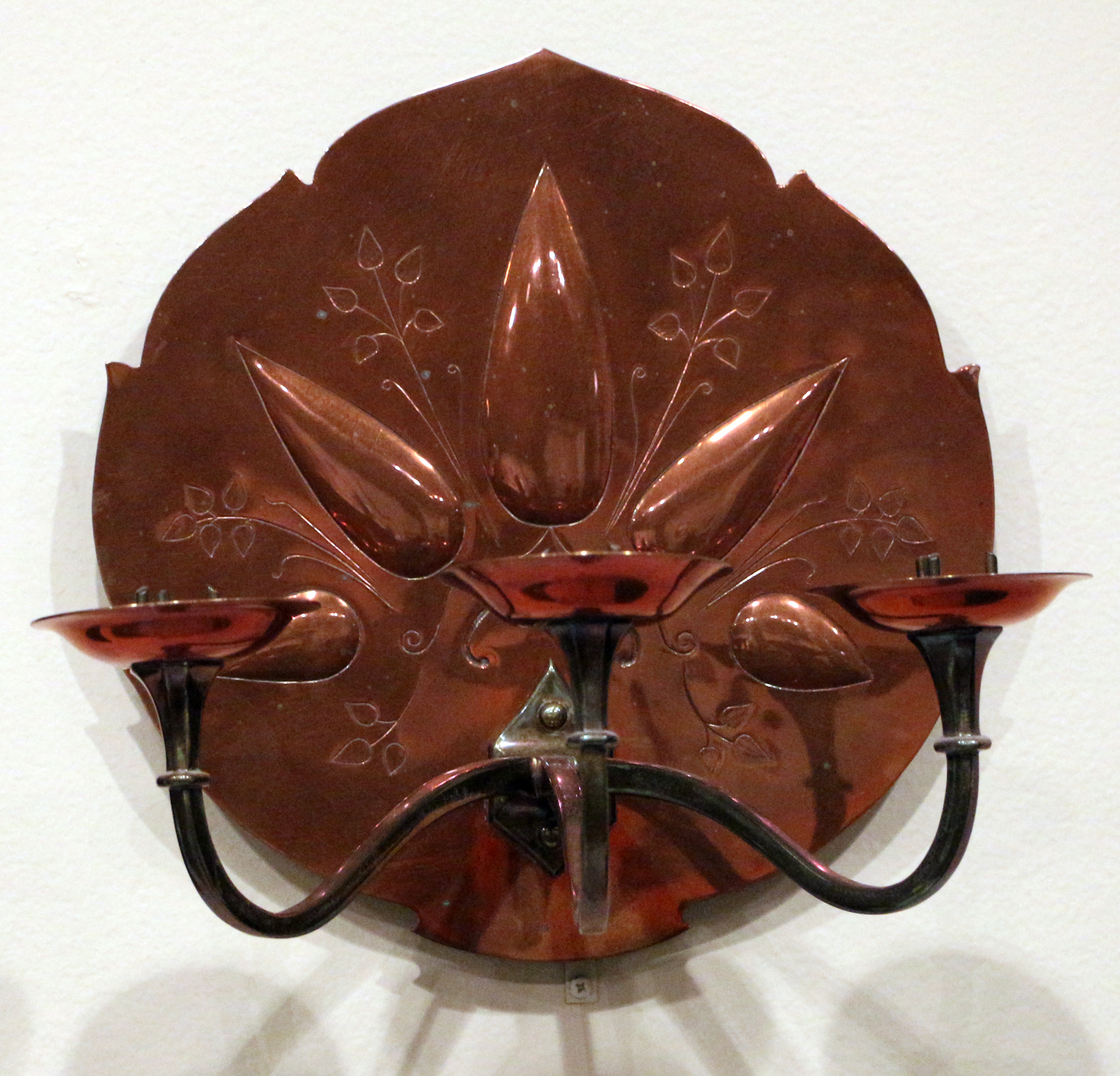
C.F.A Voysey für Thomas Easley Ltd. Eine Messinglampe (von einem Paar), 1900. Art Institute of Chicago

Charles Voysey war ein vielseitiger Designer, der in den Bereichen Architektur, Möbel-, Textil- und Tapetendesign tätig war. Seine frühen Arbeiten konzentrierten sich auf Tapeten- und Stoffdesigns im Stil der Arts-and-Crafts-Bewegung, wobei er stilisierte Naturmotive wie Vögel, Blumen und Tiere verwendete. Als Architekt ist Voysey für seine Landhäuser mit weiß verputzten Fassaden, steilen Dächern, großen Schornsteinen und klaren Linien bekannt. Er betrachtete das Haus als Gesamtkunstwerk und entwarf für seine Bauten auch Möbel, Teppiche, Tapeten und Beschläge.
Zu seinen bekanntesten Bauten zählen:
- Perrycroft, Colwall, Herefordshire (1893)
- Annesley Lodge, Hampstead, London (1896)
- Broadleys, Windermere (1898)
- The Orchard, Chorleywood (1900), sein eigenes Wohnhaus
- Spade House, Sandgate, Kent, Wohnsitz von H. G. Wells

Nach 1914 entwarf Voysey keine bedeutenden Gebäude mehr, widmete sich jedoch weiterhin dem Design von Tapeten, Stoffen und Möbeln.

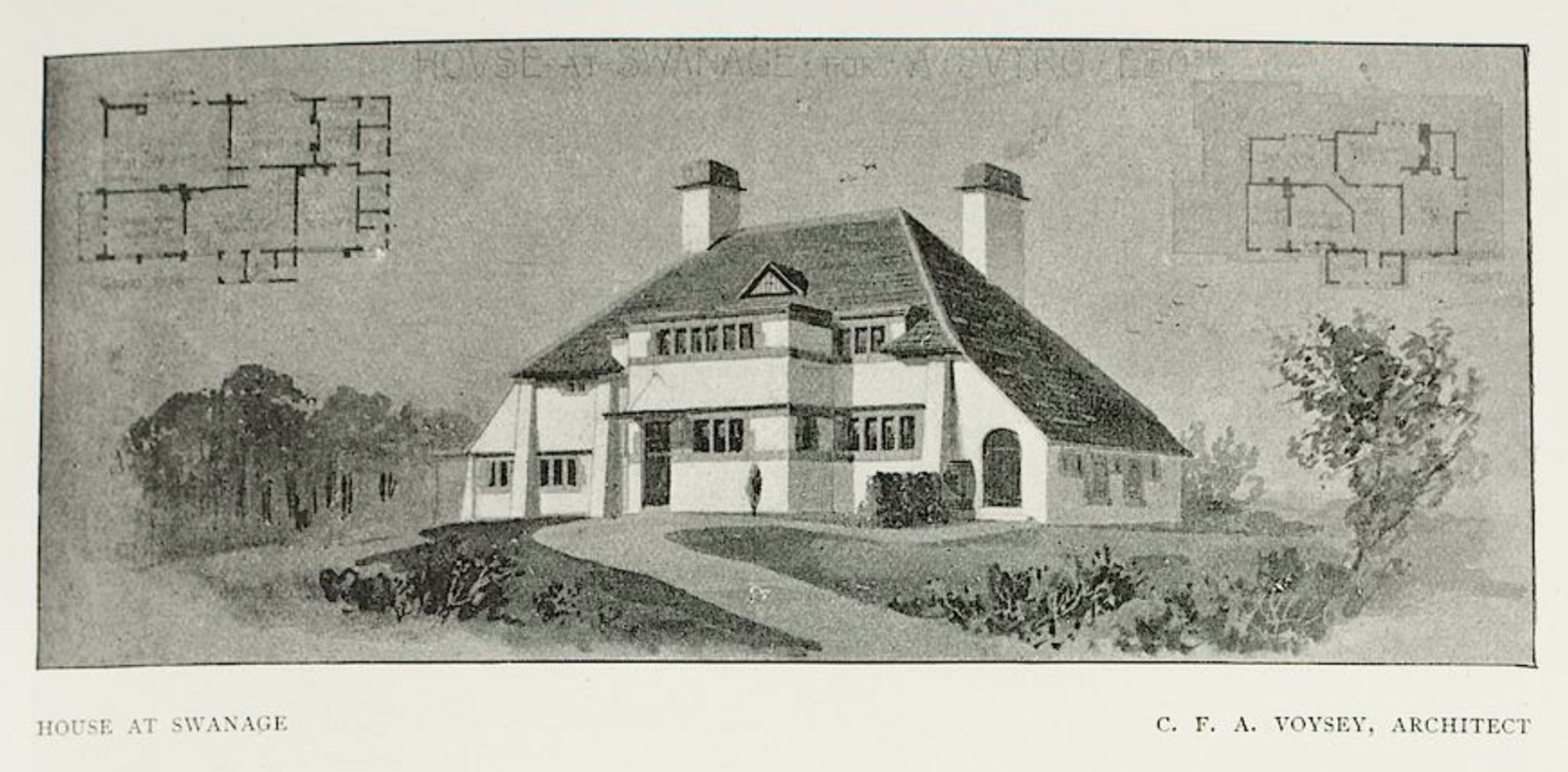
Haus in Swanage. Aus: The Studio, Internationale Kunstzeitschrift. 1897

Voysey veröffentlichte auch Schriften über Design, darunter „Reason as the Basis of Art“ (1906) und „Individuality“ (1915), in denen er seine Designphilosophie darlegte. 